# LGV Méditerranée
LGV Méditerranée, sau Linia Nouă 5 (LN5) (franceză ligne nouvelle 5), este o Linie de Mare Viteză situată în Franța, dedicată transportului de pasageri. Linia are o lungime de 250 km și este o prelungire a liniei LGV Rhône-Alpes spre sud asigurând astfel legătura dintre Lyon și nordul Franței cu regiunile Provence-Alpi-Coasta de Azur și Languedoc-Roussillon. 
Costul investiției s-a ridicat la suma de 3,8 miliarde de euro dar datorită faptului că a permis reducerea timpului de parcurs dintre Paris și Marsilia la 3 ore (pentru o distanță de 750 km) și a celui dintre Paris și Nîmes la 2h 50 min, a permis inversarea raportului de călători dintre avion și tren, acesta din urmă asigurând actualmente două treimi din deplasări. 

## Istoric
- 1996 : începerea lucrărilor
- 7 iunie 2001 : inaugurarea oficială de către președintele Franței Jacques Chirac
- 10 iunie 2001 : darea în folosință comercială

## Traseu
LGV Méditerranée începe la Saint-Marcel-lès-Valence unde LGV Rhône-Alpes se bifurcă spre gara din centrul orașului Valence. Foarte aproape de acest punct se află gara Valence-TGV, situată la intersecția cu linia clasică Valence - Moirans. Linia se alătură ulterior râului Rhon și mai târziu autostrăzii A7 la sud de Montélimar. La traversarea canalului Donzère-Mondragon linia traversează și autostrada A7 după care un racord la linia clasică Paris-Marsilia permite rerutarea trenurilor în situații de urgență. În dreptul localității Mornas linia traversează de două ori fluviul iar la nord de Roquemaure îl traversează pentru a treia oară.
În dreptul localității Les Angles, un triunghi de conexiune permite legătură spre regiunea Languedoc-Roussillon prin intermediul unei ramuri de 21 km lungime ce se conectează cu rețeaua clasică la 9 km de orașul Nîmes. Proiectul inițial cuprindea o extensie până la Montpellier dar din rațiuni financiare acest segment de 60 km nu a fost realizat. Este prevăzută realizarea acestuia de la sfârșitul anului 2008, sub forma unei linii mixte TGV-marfă ce ocolește orașul Montpellier și permite conexiunea cu linia LGV Perpignan-Figueras.
Ramura principală a liniei LGV continuă spre sud traversând fuviol Rhon și trece prin gara Avignon TGV, situată la sud de Avignon. Linia continuă de-a lungul râului Durance după care se îndreaptă spre sud-est, traversează autostrada A8 printr-un viaduct de 1730 m după care deservește gara Aix-en-Provence TGV, situată pe drumul Aix-en-Provence - Marignane. După traversarea tunelului Pennes-Mirabeau (8 km) se conectează la rețeaua clasică la intrarea în Marsilia.

### Controverse asupra traseului

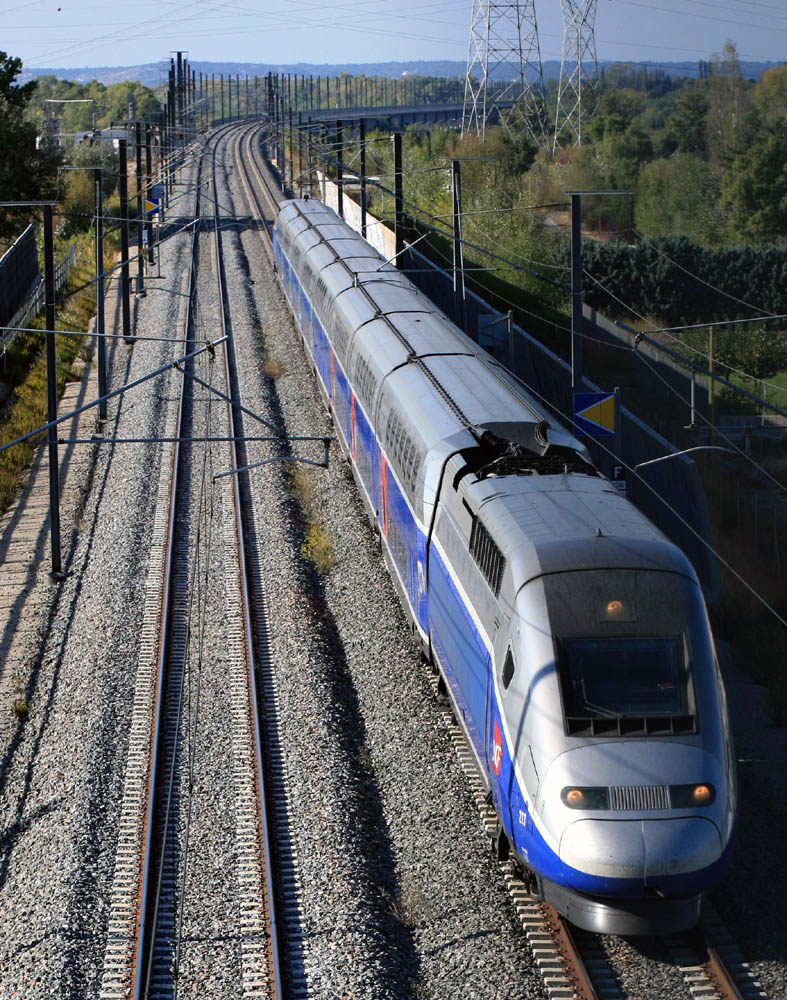
Pasajul unui TGV Duplex în apropiere de Cavaillon.

- Numeroase proteste din partea viticultorilor de pe Valea Rhonului au dus la intervenția personală a președintelui francez Francois Mitterrand pentru a cere schimbarea traseului pentru a-l aduce mai aproape de fluviu. În proiectul inițial linia se afla în totalitate pe malul stâng al acestuia, iar proiectul realizat cuprinde patru traversări
- Linia nu conține racorduri utilizate în serviciu normal pentru a permite legături mai rapide între orașele din sudul Franței

### Gări noi
- Valence TGV situată la 16 km de gara centrală din Valence, este o gară multimodală ce permite legături cu trenuri regionale spre Romans-Bourg-de-Péage, Grenoble și Gap.
- Avignon TGV la sud de Avignon, la 5 km de gara centrală.
- Aix-en-Provence TGV la 15 km de Aix-en-Provence. Această gară are un număr de călători mia mare decât așteptat datorită faptului cp deservește și nordul aglomerației marseileze.

### Elemente de infrastructură excepționale
Datorită reliefului foarte pronunțat, LGV Méditerranée conține numeroase lucrări de infrastructură. Unele dintre acestea sunt remarcabile datprită dimensiunii și modului lor de construcție. De la nord la sud, printre cele mai spectaculoase se pot enumera:
- tunelul Tartaiguille (2340 m)

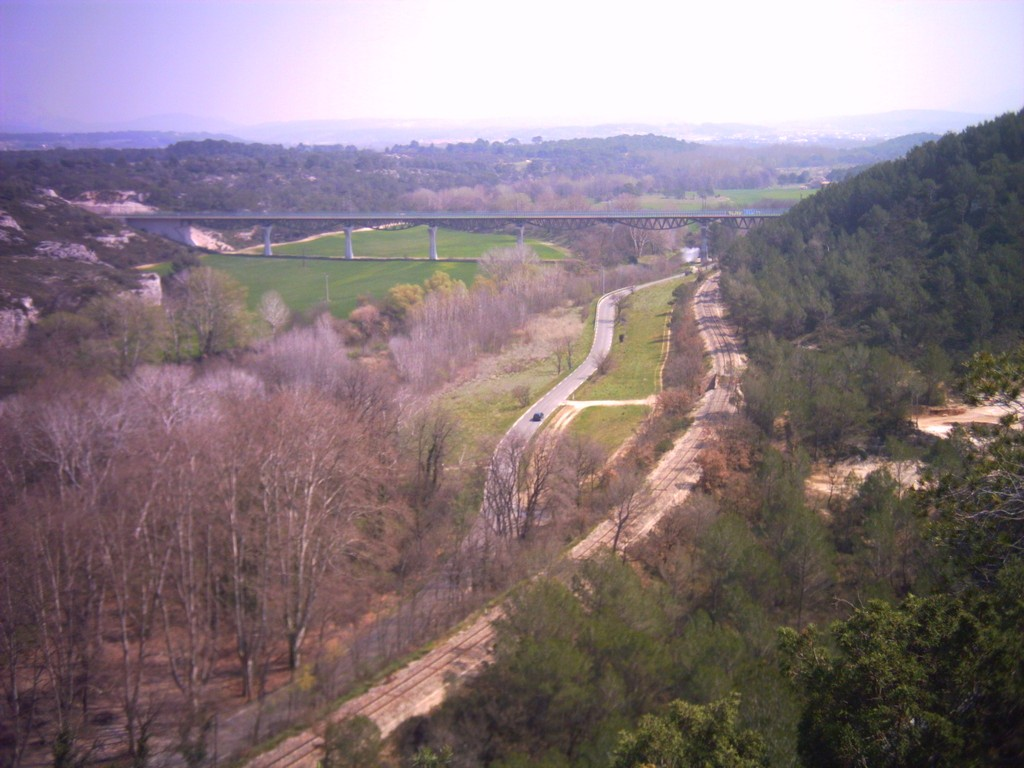
Viaductul deasupra râului Arc văzut de la Roquefavour

- podul dublu de tip bowstring de la Garde-Adhémar (340 m)
- podurile bowstring gemene de la Mornas (889 m) și Mondragon (638 m)
- viaductul de la Roquemaure (680 m)
- viaductul dublu de la Les Angles (1622 m)
- viaductele de la Cavaillon (1500 m), Cheval-Blanc (900 m) și Orgon (942 m) pe râul Durance
- viaductul de la Vernègues (1416 m)
- viaductul de la Ventabren (1730 m)[1]
- viaductul peste râul Arc (308 m)
- tunelul Pennes-Mirabeau (7834 m, cel mai lung tunel situat în totalitate în Franța)

## Timpi de parcurs

### De la Paris
- Paris-Valence  2:16
- Paris-Avignon  2:40
- Paris-Aix-en-Provence  2:55
- Paris-Marsilia  3:00
- Paris-Toulon  3:55
- Paris-Hyères  4:15
- Paris-Fréjus  4.40
- Paris-Nisa  5.35
- Paris-Nimes  2:55
- Paris-Montpellier  3:15
- Paris-Béziers  4:03
- Paris-Perpignan  4:45

### Legături interregionale
- Metz-Nisa  9:15
- Bruxelles-Nisa  7:38
- Lille-Nisa  7:09
- Geneva-Marsilia  3.30
- Nantes-Marsilia  6.12
- Rennes-Marsilia  6.03
- Lyon-Toulouse  4.30
- Lyon-Marsilia  1:40